# Dembow
Pour les articles homonymes, voir Dembow dominicain.
Le dembow est un rythme musical originaire de la Jamaïque, qui sert de base à la création de chansons principalement dans le genre reggaeton.

## Étymologie
Le dembow tire son nom d'une chanson interprétée par Shabba Ranks, intitulée Dem Bow, une chanson dancehall qui est devenue populaire dans différents pays et îles des Caraïbes,.

## Caractéristiques
Le dembow est un ensemble de rythmes qui ont été créés par le duo de producteurs jamaïcains Steely and Clevie, puis mis en œuvre à Porto Rico dans la création du reggaeton. Dans le reggaeton, le dembow est la base et la colonne vertébrale de la percussion. Tout comme le reguetón a été un genre musical en constante évolution, il en a été de même pour le dembow qui, à son tour, a servi à construire le style musical en République dominicaine qui porte le même nom que le rythme,,.